# Ergatettix serrifemoroides
Ergatettix serrifemoroides är en insektsart som beskrevs av Zheng, Z. och F-m. Shi 2009. Ergatettix serrifemoroides ingår i släktet Ergatettix och familjen torngräshoppor. Inga underarter finns listade i Catalogue of Life.